# Прапор Сараєва
Пра́пор Сараєва — офіційний символ Сараєва, столиці Боснії і Герцеговини.

## Опис
Прапор є прямокутним полотнищем, забарвленим лазурним кольором. В центрі полотнища розміщено зображення повного офіційного міського герба. Єдиною відмінністю розміщеного на прапорі герба є те, що дахи веж на прапорі зображено зеленим кольором, натомість на гербі вони чорні.